# Патагонски архипелаг
Патагонският или Чилийски архипелаг (на испански: Archipelágo de Patagonia) е общото название на голяма островна система, простираща се от север на юг на около 1200 km (от протока Чакао на север до Магелановияя проток на юг), покрай югозападното крайбрежие на Южна Америка, разположена на територията на Чили. Архипелагът се състои от 7 големи островни групи (от север на юг: Чилое, Гуаитекас, Чонос, Гуаянеко, Кампана, Мадре де Диос и Кралица Аделаида), няколко големи острова (Чилое, Уелингтън, Санта Инес и др.), десетки по-малки и няколко хиляди островчета и скали. Островите са с континентален произход и са продължения на планинската верига Брегови Кордилери от континента на юг. Максималната им височина е 1463 m (на остров Уелингтън) и планините са с ярки следи от ледникова обработка. Климатът е умерен, океански, със средна зимна температура 3 – 7°С и средна лятна 9 – 14°С. Годишната сума на валежите е около 3000 mm (едно от най-влажните места на Земята). С изключение на остров Чилое архипелагът е много рядко населен и основен поминък на местното население е риболовът и дърводобивът. Островите са покрити с гъсти вечнозелени и листопадни гори.